# Почупайло, Яков Гурьевич
Я́ков Гу́рьевич Почупа́йло (28 октября 1908, д. Анненская, ныне Бахмутский район  — 30 июля 1992, Калининград) — советский военачальник, адмирал (1970), депутат Верховного Совета РСФСР 4-го созыва, начальник политического управления Балтийского флота (1958—1972).

## Биография
По национальности — украинец, в ВМФ с 1930 года, член компартии с 1931 года. Красноармеец (октябрь 1930 — январь 1931), командир отделения (октябрь 1931 — октябрь 1932), заведующий делопроизводством Очаковской отдельной крепостной сапёрной роты Морских сил Чёрного моря (январь 1931 — сентябрь 1933). Прошёл обучение на курсах по подготовке политработников, ВПК при ВМИУ им. Ф. Э. Дзержинского (сентябрь 1933 — октябрь 1934).
С октября 1934 по апрель 1936 года исполнял обязанности политрука, временно исполняющего обязанности помполита крейсера «Профинтерн». В апреле — декабре 1936 года был инструктором политотдела бригады крейсеров. Временно исполнял должность военкома крейсера «Красный Кавказ» (декабрь 1936 — сентябрь 1937), был до октября 1939 года военкомом крейсера «Червона Украина» и позднее до октября следующего года — заместителем начальника отдела политической пропаганды эскадры. В период с октября 1940 по июнь 1941 окончил высшие военно-политические курсы ВМФ в посёлке Стрельна Ленинградской области. С июня 1941 года участвовал в Великой Отечественной войне.
Заместитель начальника отдела политпропаганды (июнь — июль 1941); заместитель начальника политотдела эскадры (июль — август); военком отряда кораблей Северо-Западного направления Черноморского флота (август — октябрь). С октября 1941 года по февраль 1942 года — начальник политотдела Туапсинской военно-морской базы. Военком и заместитель командира по политчасти, начальник политотдела бригады торпедных катеров (февраль — октябрь 1942). В период с октября 1942 по декабрь 1947 года Я. Г. Почупайло занимал должность начальника политотдела и заместителя по политчасти командира Отряда лёгких сил Тихоокеанского флота. Участвовал в Советско-японской войне. Окончил курсы переподготовки политического состава (декабрь 1947 — январь 1949).
11 мая 1949 года Я. Г. Почупайло было присвоено звание контр-адмирала. С января 1949 по май 1953 года находился в должности начальника политуправления 5-го ВМФ. Был членом Военного совета Тихоокеанского флота (май 1953 — октябрь 1956), окончил высшие академические курсы усовершенствования политического состава при Военно-политической академии им. В. И. Ленина (октябрь 1956 — июль 1957), после чего до октября находился в распоряжении политуправления ВМФ.
25 мая 1959 года получил очередное звание вице-адмирала. С июня 1958 года по июль 1972 находился в должности члена военного совета — начальника политуправления Балтийского флота; затем находился в распоряжении ВМФ СССР. 29 апреля 1970 года  Я. Г. Почупайло было присвоено звание адмирала.
В январе 1973 года переведён в запас. Похоронен на старом городском кладбище Калининграда на проспекте Мира.

## Награды
- 2 Ордена Ленина (1956)[1]
- Орден Октябрьской Революции (1978)[1]
- 2 Ордена Красного Знамени (1945, 1951)[1]
- 2 Ордена Отечественной войны I степени (1944, 1985)[1]
- 2 Ордена Красной Звезды (1941, 1945)[1]
- Орден «За заслуги перед Отечеством» (ГДР)[1]
- Боевой орден «За заслуги перед народом и Отечеством»
- Медаль «Китайско-советская дружба» (1955)